# Weston Underwood (Buckinghamshire)
Weston Underwood – wieś w Anglii, w hrabstwie ceremonialnym Buckinghamshire, w dystrykcie (unitary authority) Milton Keynes.